# Neobrachypoda ekmani
Neobrachypoda ekmani är en kvalsterart som först beskrevs av Thomas Walter.  Neobrachypoda ekmani ingår i släktet Neobrachypoda och familjen Axonopsidae.

## Underarter
Arten delas in i följande underarter:
- N. e. ekmani
- N. e. poweri